# Elliptisch sterrenstelsel

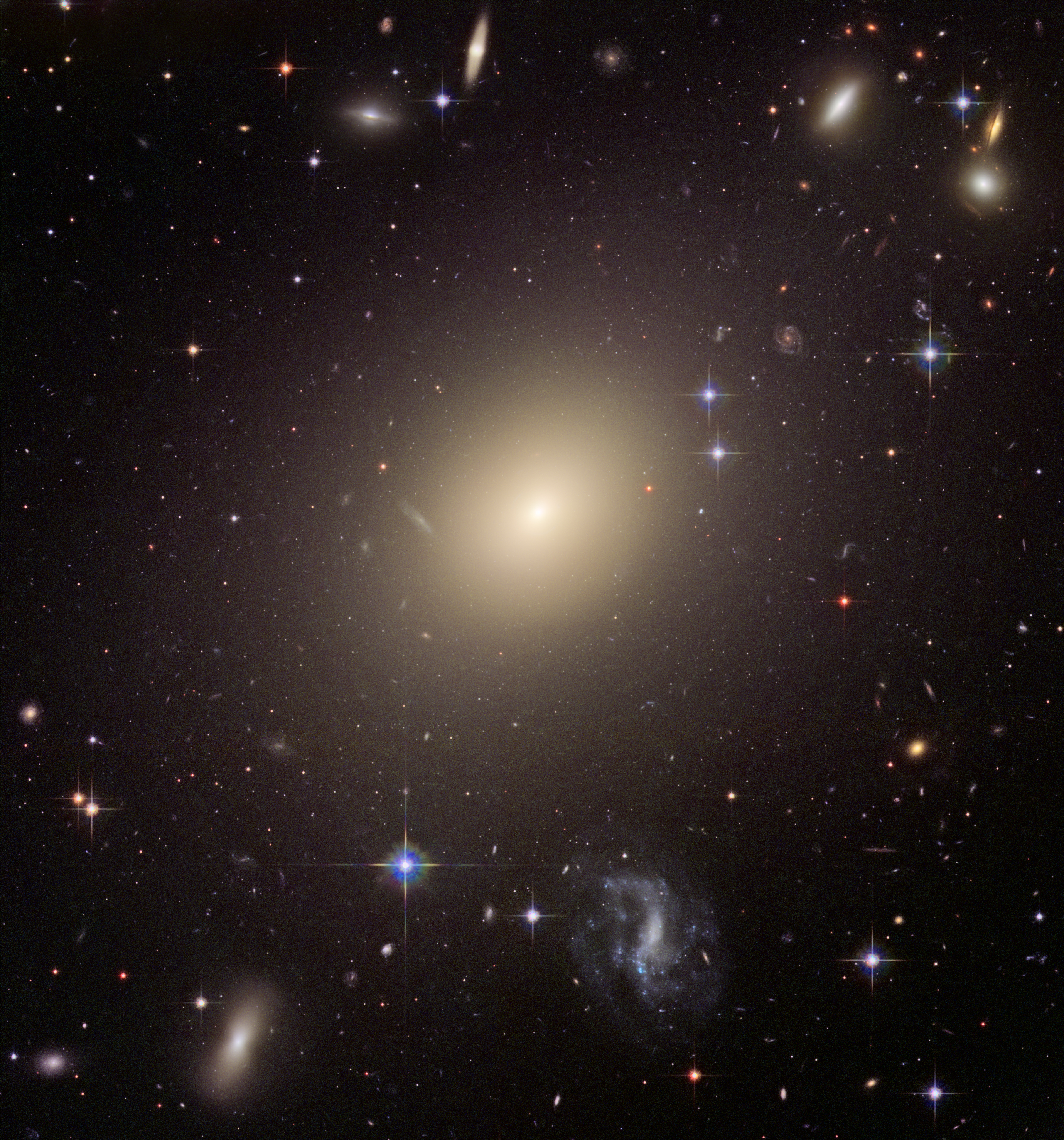
Een elliptisch sterrenstelsel ESO 325-G004 in sterrenstelsel cluster Abell S740

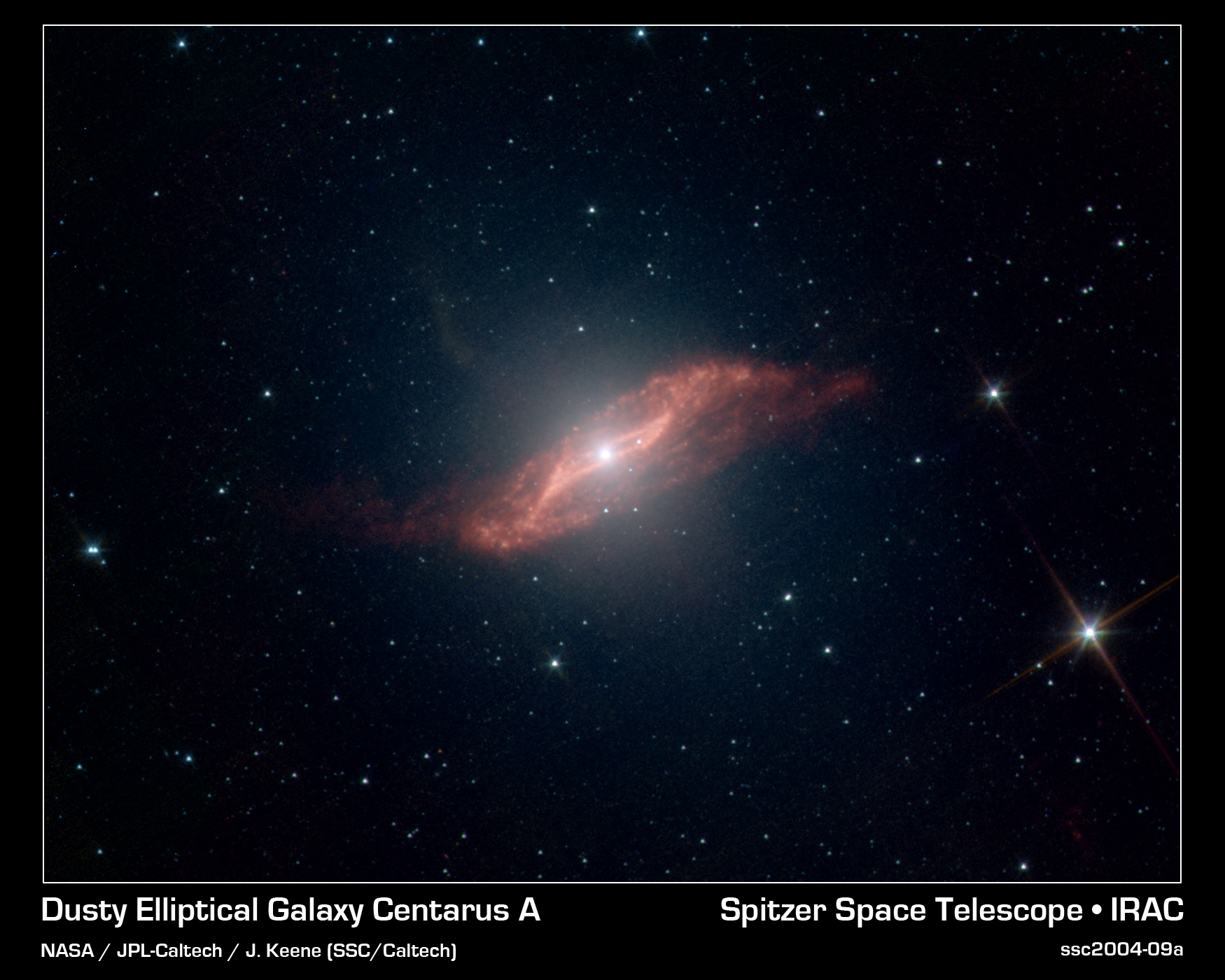
Het elliptisch sterrenstelsel Centaurus A dat op een afstand van 10 miljoen lichtjaar van de Aarde ligt

Een elliptisch sterrenstelsel is een sterrenstelsel dat de vorm heeft van een ellips (bol- tot lensvormig) en geen spiraalarmen vertoont. Ze lijken op de bulge van spiraalvormige sterrenstelsels.
In de meeste elliptische stelsels komt weinig interstellaire materie voor en heeft er geen recente stervorming plaatsgevonden. De sterren in elliptische sterrenstelsels zijn doorgaans veel ouder dan die in spiraalvormige sterrenstelsels en ze vertonen een tragere en minder gestructureerde rotatie. Elliptische sterrenstelsels komen vooral voor in de binnendelen van clusters van sterrenstelsels. In elliptische sterrenstelsels komt aanzienlijk minder donkere materie voor dan in spiraalstelsels. In 2003 werd zelfs vastgesteld, met behulp van de beste spectroscoop en na onderzoek aan drie verschillende exemplaren, dat donkere materie opvallend afwezig is in deze stelsels.

## Ontstaan en afmetingen
De belangrijkste oorzaak van het ontstaan van elliptische sterrenstelsels is waarschijnlijk het botsen en samensmelten van kleinere sterrenstelsels. 
Hiervoor zijn meerdere aanwijzingen. Sterren in elliptische sterrenstelsels bewegen minder geordend dan in spiraalstelsels, waar de meeste sterren in een schijf rond het centrum roteren. Deze ongeordende beweging wordt gezien als het resultaat van het samensmelten van meerdere sterrenstelsels.
Daarnaast zijn in een elliptisch sterrenstelsel weinig interstellair gas en weinig jonge sterren te vinden. Dit komt doordat in botsende sterrenstelsels veel stervorming plaatsvindt. De sterren worden gevormd uit het interstellaire gas, zodat er na de botsing nog maar weinig van dat gas over is. Weinig gas om nieuwe sterren van te vormen, betekent ook weinig nieuwe sterren.
De helderheid neemt naar buiten toe af. De diameter van zo’n sterrenstelsel is typisch 100.000 lichtjaar. Er is meer dan eens gebleken dat de enorme elliptische stelsels radiostraling uitzenden, al is dat niet altijd zo. De visuele helderheid komt voornamelijk van rode reuzen. Zo'n tachtig procent van alle sterrenstelsels zijn elliptisch.

## Dwergen
Nabij het Melkwegstelsel zijn zes dwerg-ellipsstelsels waargenomen die ook Fornax- of Sculptorstelsels worden genoemd, naar de voorbeelden in deze sterrenbeelden. De overige staan in de sterrenbeelden Kleine Beer, Draak en Leeuw (2 exemplaren). Hun diameter varieert tussen 4000 en 10.000 lichtjaar. Ze staan ook betrekkelijk dichtbij, van 0,3 tot 1,88 miljoen lichtjaar en bevatten tot tienmaal zoveel sterren als de grootste bolvormige sterrenhopen in het Melkwegstelsel. Omdat men op foto’s van andere sterrenstelsels ook dwerg-ellipsstelsels waarneemt lijkt het redelijk aan te nemen dat de hierboven opgesomde stelsels satellieten zijn van het Melkwegstelsel.

## Reuzen
Naast de dwergstelsels komen ook reuzenstelsels voor die zeker vijfmaal zo groot zijn als de gewone ellipsstelsels, de cD-stelsels. In het nabije heelal overheersen de elliptische dwergsterrenstelsels in aantal, niet in massa.

## Classificatie
Om het onderscheid tussen bolvormig of lensvormig duidelijk te maken voegt men aan de classificatie E een cijfer toe, van E1 voor bolvormige tot E7 voor sterk afgeplatte stelsels. Het getal wordt bepaald als {\displaystyle 10(a-b)/a}, waarbij a de grote en b de kleine as is van isofoten van een bepaald helderheidsniveau van het elliptische stelsel zijn.

## Donkere materie
Uit de snelheidverdeling van planetaire nevels in elliptische stelsels kan afgeleid worden hoeveel massa in de buitengebieden van gewone elliptische sterrenstelsels voorkomt. Metingen met de Planetaire Nevel Spectrograaf van de 4,2 meter William Herschel-telescoop op La Palma suggereren dat
elliptische sterrenstelsels geen halo's van donkere materie bevatten. Het ziet ernaar uit dat elliptische sterrenstelsels 'naakt' zijn .